# Liste des présidents du Panama
Cet article dresse la liste des présidents de la république du Panama depuis l'indépendance (3 novembre 1903).
Il est a noté que, bien qu'ayant ouvertement exercé la réalité du pouvoir au Panama de 1983 à 1989 et ayant été considéré comme un chef d'État de fait, Manuel Noriega n'occupait pas le poste de président de la République.
| No | Portrait                             | Nom | Début du mandat    | Fin du mandat      |
| -- | ------------------------------------ | --- | ------------------ | ------------------ |
| 1  |                                      | Manuel Amador Guerrero (1833-1909)                                                                                | 20 février 1904    | 1er octobre 1908   |
| 2  |                                      | José Domingo de Obaldía (1845-1910)                                                                               | 1er octobre 1908   | 1er mars 1910      |
| 3  |                                      | Carlos Antonio Mendoza (1856-1916)                                                                                | 1er mars 1910      | 1er octobre 1910   |
| 4  |                                      | Federico Boyd (1851-1924)                                                                                         | 1er octobre 1910   | 5 octobre 1910     |
| 5  |                                      | Pablo Arosemena (1851-1924)                                                                                       | 5 octobre 1910     | 1er octobre 1912   |
| 6  |                                      | Belisario Porras Barahona (1856-1942)                                                                             | 1er octobre 1912   | 1er octobre 1916   |
| 7  |                                      | Ramón Maximiliano Valdés (1867-1918)                                                                              | 1er octobre 1916   | 3 juin 1918        |
| 8  |                                      | Ciro Luis Urriola (1863-1922)                                                                                     | 3 juin 1918        | 1er octobre 1918   |
| 9  |                                      | Pedro Antonio Díaz (1852-1919)                                                                                    | 1er octobre 1918   | 12 octobre 1918    |
| 10 |                                      | Belisario Porras Barahona (1856-1942)                                                                             | 12 octobre 1918    | 30 janvier 1920    |
| 11 |                                      | Ernesto Tisdel Lefevre (1876-1922)                                                                                | 30 janvier 1920    | 1er octobre 1920   |
| 12 |                                      | Belisario Porras Barahona (1856-1942)                                                                             | 1er octobre 1920   | 1er octobre 1924   |
| 13 |                                      | Rodolfo Chiari (1869-1937) Tomás Gabriel Duque, son vice-président, exerça le mandat durant les 17 derniers jours | 1er octobre 1924   | 1er octobre 1928   |
| 14 |                                      | Florencio Harmodio Arosemena (1872-1945)                                                                          | 1er octobre 1928   | 3 janvier 1931     |
| 15 |                                      | Harmodio Arias (1886-1963)                                                                                        | 3 janvier 1931     | 16 janvier 1931    |
| 16 |                                      | Ricardo J. Alfaro (1882-1971)                                                                                     | 16 janvier 1931    | 5 juin 1932        |
| 17 |                                      | Harmodio Arias (1886-1963)                                                                                        | 5 juin 1932        | 1er octobre 1936   |
| 18 |                                      | Juan Demóstenes Arosemena (1879-1939)                                                                             | 1er octobre 1936   | 16 décembre 1939   |
| 19 |                                      | Ezequiel Fernández (1886-1946)                                                                                    | 16 décembre 1939   | 18 décembre 1939   |
| 20 |                                      | Augusto Samuel Boyd (1879-1957)                                                                                   | 18 décembre 1939   | 1er octobre 1940   |
| 21 |                                      | Arnulfo Arias (1901-1988)                                                                                         | 1er octobre 1940   | 9 octobre 1941     |
| 22 |                                      | Ricardo Adolfo de la Guardia (1899-1969)                                                                          | 9 octobre 1941     | 15 juin 1945       |
| 23 |                                      | Enrique Adolfo Jiménez (1888-1970)                                                                                | 15 juin 1945       | 7 août 1948        |
| 24 |                                      | Domingo Díaz Arosemena (1875-1949)                                                                                | 7 août 1948        | 28 juillet 1949    |
| 25 |                                      | Daniel Chanis (1892-1961)                                                                                         | 28 juillet 1949    | 20 novembre 1949   |
| 26 |                                      | Roberto Francisco Chiari (1905-1981)                                                                              | 20 novembre 1949   | 24 novembre 1949   |
| 27 |                                      | Arnulfo Arias (1901-1988)                                                                                         | 24 novembre 1949   | 9 mai 1951         |
| 28 |                                      | Alcibíades Arosemena (1883-1958)                                                                                  | 9 mai 1951         | 1er octobre 1952   |
| 29 |                                      | José Antonio Remón Cantera (1908-1955)                                                                            | 1er octobre 1952   | 2 janvier 1955     |
| 30 |                                      | José Ramón Guizado (1899-1964)                                                                                    | 2 janvier 1955     | 29 mars 1955       |
| 31 |                                      | Ricardo Arias Espinosa (1912-1993)                                                                                | 29 mars 1955       | 1er octobre 1956   |
| 32 |                                      | Ernesto de la Guardia (1904-1983)                                                                                 | 1er octobre 1956   | 1er octobre 1960   |
| 33 |                                      | Roberto Francisco Chiari (1905-1981)                                                                              | 1er octobre 1960   | 1er octobre 1964   |
| 34 |                                      | Marco Aurelio Robles (1908-1990)                                                                                  | 1er octobre 1964   | 1er octobre 1968   |
| 35 |                                      | Arnulfo Arias (1901-1988)                                                                                         | 1er octobre 1968   | 11 octobre 1968    |
| 36 |                                      | José María Pinilla (1919-1979)                                                                                    | 12 octobre 1968    | 18 décembre 1969   |
| 36 | Bolívar Urrutia Parrilla (1918-2005) | | 12 octobre 1968    | 18 décembre 1969   |
| 37 |                                      | Demetrio Lakas Bahas (1925-1999)                                                                                  | 19 décembre 1969   | 11 octobre 1978    |
| 38 |                                      | Aristides Royo Sanchez (1940-)                                                                                    | 11 octobre 1978    | 31 juillet 1982    |
| 39 |                                      | Ricardo de la Espriella (1934-)                                                                                   | 31 juillet 1982    | 13 février 1984    |
| 40 |                                      | Jorge Illueca (1918-2012)                                                                                         | 13 février 1984    | 11 octobre 1984    |
| 41 |                                      | Nicolás Ardito Barletta (1938-)                                                                                   | 11 octobre 1984    | 28 septembre 1985  |
| 42 |                                      | Eric Arturo Delvalle (1937-2015)                                                                                  | 28 septembre 1985  | 26 février 1988    |
| 43 |                                      | Manuel Solís Palma (1917-2009)                                                                                    | 26 février 1988    | 1er septembre 1989 |
| 44 |                                      | Francisco Rodríguez Poveda (1938-)                                                                                | 1er septembre 1989 | 20 décembre 1989   |
| 45 |                                      | Guillermo Endara Galimany (1936-2009)                                                                             | 20 décembre 1989   | 1er septembre 1994 |
| 46 |                                      | Ernesto Pérez-Balladares (1946-)                                                                                  | 1er septembre 1994 | 1er septembre 1999 |
| 47 |                                      | Mireya Moscoso (1946-)                                                                                            | 1er septembre 1999 | 1er septembre 2004 |
| 48 |                                      | Martín Torrijos (1963-)                                                                                           | 1er septembre 2004 | 1er juillet 2009   |
| 49 |                                      | Ricardo Martinelli (1951-)                                                                                        | 1er juillet 2009   | 1er juillet 2014   |
| 50 |                                      | Juan Carlos Varela (1963-)                                                                                        | 1er juillet 2014   | 1er juillet 2019   |
| 51 |                                      | Laurentino Cortizo (1953-)                                                                                        | 1er juillet 2019   | 1er juillet 2024   |
| 52 |                                      | José Raúl Mulino (1959-)                                                                                          | 1er juillet 2024   | en cours           |